# Macrocnemum stylocarpum
Macrocnemum stylocarpum là một loài thực vật có hoa trong họ Thiến thảo. Loài này được H.Karst. mô tả khoa học đầu tiên năm 1859.